# Jami Masjid (Champaner)
Pour les articles homonymes, voir Jama Masjid.
Jami Masjid (en goudjarati : જામા મસ્જિદ) est une mosquée situé à Champaner dans l'État du Gujarat en Inde. Elle fait partie du parc archéologique de Champaner-Pavagadh. C'est conséquemment un site classé au patrimoine mondial de l'UNESCO depuis 2004, au sein du bien « Parc archéologique de Champaner-Pavagadh ».